# Live at the Grand Olympic Auditorium
Live at the Grand Olympic Auditorium – album grupy Rage Against the Machine wydany w 2003 roku (zob. 2003 w muzyce).

## Opis albumu
Live at the Grand Olympic Auditorium jest ostatnim wydanym przez zespół Rage Against the Machine albumem. Został wydany 25 listopada 2003 roku. Na płycie zostały zarejestrowane dwa ostatnie koncerty zagrane podczas Grand Olympic Auditorium w Los Angeles 12 i 13 września 2000 roku. Album w pierwotnych planach miał być wydany w listopadzie 2000 roku, lecz termin jego premiery został przełożony ze względu na rozpad zespołu po wrześniowym koncercie. Później, data wydania ostatniej płyty została przełożona ze względu na powstanie zespołu Audioslave, w którego skład wchodzili członkowie Rage Against the Machine bez wokalisty - Zacka de la Rocha. Ostatecznie album został wydany w listopadzie 2003 roku.

## Lista utworów
1. Bulls on Parade (Commerford/DeLaRocha/Morello/Wilk) – 5:17
2. Bullet in the Head (Commerford/DeLaRocha/Morello/Wilk) – 5:29
3. Born of a Broken Man (Commerford/DeLaRocha/Morello/Wilk) – 4:20
4. Killing in the Name (Commerford/DeLaRocha/Morello/Wilk) – 5:03
5. Calm Like a Bomb (Commerford/DeLaRocha/Morello/Wilk) – 4:50
6. Testify (Commerford/DeLaRocha/Morello/Wilk) – 3:22
7. Bombtrack (Commerford/DeLaRocha/Morello/Wilk) – 4:06
8. War Within a Breath (Commerford/DeLaRocha/Morello/Wilk) – 3:32
9. I'm Housin' (Sermon/Smith) – 4:47
10. Sleep Now in the Fire (Commerford/DeLaRocha/Morello/Wilk) – 4:11
11. People of the Sun (Commerford/DeLaRocha/Morello/Wilk) – 2:27
12. Guerrilla Radio (Commerford/DeLaRocha/Morello/Wilk) – 3:54
13. Kick Out the Jams (Davis/Derminer/Kramer/Smith/Tomich) – 3:21
14. Know Your Enemy (Commerford/DeLaRocha/Morello/Wilk) – 5:18
15. No Shelter (Commerford/DeLaRocha/Morello/Wilk) – 3:59
16. Freedom (Commerford/DeLaRocha/Morello/Wilk) – 7:05
17. Microphone Fiend (Barrier/Griffen/Griffen) - 5:21*
18. Beautiful World (Casale/Mothersbaugh) - 2:47*

* Utwory dodatkowe, obecne w japońskim wydaniu albumu

## Twórcy
- Zack de La Rocha	   – 	wokal
- Tom Morello	   – 	gitara
- Tim Commerford	   – 	gitara basowa
- Brad Wilk         – 	perkusja
- Rick Rubin	   – 	producent
- Rich Costey	   – 	mixing